# Nome du Crocodile

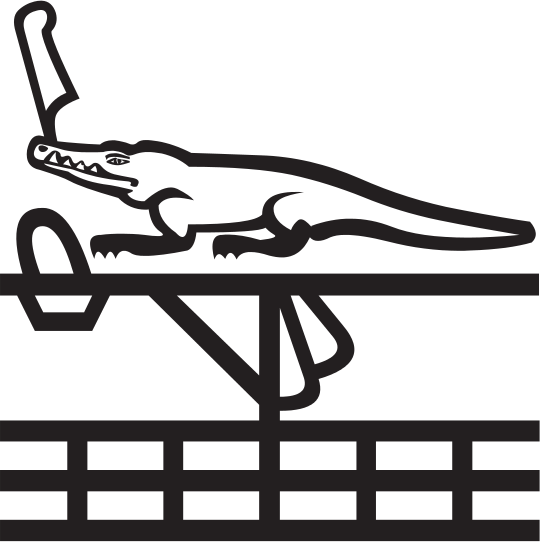
Hiéroglyphe symbole du Nome.

Le nome du Crocodile (Jqr, écrit avec le signe d'un crocodile) est l'un des quarante-deux nomes (division administrative) de l'Égypte antique. C'est l'un des vingt-deux nomes de la Haute-Égypte et il porte le numéro six.

## Géographie
Ce nome faisait près de 42 km de long selon la liste des nomes de Sésostris Ier. Le nome était situé entre le nome des Deux Divinités (5e) au sud-est (en amont) et le nome de la Bât (7e) à l'ouest (en aval),.

## Histoire
Sa capitale était Iounet (Jwn.t), l'actuelle Dendérah. Le nome est déjà mentionné dans une inscription de la IVe dynastie datant du règne du roi Snéfrou. C'est en effet à partir de la IVe dynastie que cette ville de Dendérah se développa significativement et éclipsa alors les nomes voisins de Coptos (nome des Deux Divinités) et Diospolis Parva (nome de la Bât). À l'époque ptolémaïque, le nome était appelé Tentyrites, sa capitale Dendérah apparaît en effet dans les sources grecques sous le nom de Tentyris.
On connait les noms de plusieurs gouverneurs du nome.

## Divinités locales

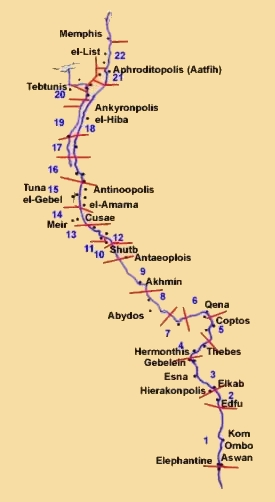
Les nomes de Haute-Égypte

La principale divinité du nome est la déesse Hathor, vénérée à Dendérah, où se trouve un important temple daté de l'époque gréco-romaine, bien que ce dernier ait été plusieurs fois reconstruit, le plus ancien datant au plus tard de l'Ancien Empire,,. Sur la chapelle blanche de Sésostris Ier, où figure une liste de tous les nomes égyptiens, la déesse Hathor est appelée « dame de Iqer ». 
À côté du temple d'Hathor se trouvait celui de son fils Ihi qu'elle eut avec Horus, Horus qui possédait aussi un temple à Dendérah, bien que complètement disparu,,.
Le taureau Mnévis possédait également un culte dans la ville de Dendérah.
Enfin, à côté du temple d'Hathor se trouvait un important temple d'Isis,.

## Lieux principaux
- Qena
- Dendérah
- Naga el-Gouzariyah